# L-セレクチン
L-セレクチン（英: L-selectin）またはCD62Lは、白血球や胚盤胞の細胞表面に存在する細胞接着分子である。ヒトでは、SELL遺伝子にコードされる。L-セレクチンはセレクチンファミリーに属し、このファミリーのタンパク質はシアリルルイスX（sLeX）を含有するシアル化糖鎖を認識する。L-セレクチンは白血球と内皮細胞の接着を促進することで、自然免疫応答と獲得免疫応答の双方において重要な役割を果たしている。こうした相互作用は、単球や好中球の炎症組織への移動や、リンパ球の二次リンパ器官へのホーミングに必要不可欠である。また、L-セレクチンはリンパ球系へプライミングされた造血幹細胞でも発現しており、こうした幹細胞の一次リンパ器官への移動に関与している可能性がある。こうした免疫応答における機能に加えて、L-セレクチンは胚細胞上にも発現しており、胚盤胞の着床の際に子宮内膜上皮への接着を促進する。
L-セレクチンは、N末端のC型レクチンドメイン、EGF様ドメイン、2つのコンセンサスリピート（consensus repeat、CR）、細胞外切断部位、短い膜貫通ドメイン、そして細胞質テールから構成される。L-セレクチンはADAM17によって切断される。

## 発現
L-セレクチンは大部分の循環白血球で恒常的に発現している。こうした分子はエクトドメインシェディングによって次第に放出され、新たに合成されたL-セレクチンタンパク質で置き換えられてゆく。シェディングは主にADAM17による切断を介して行われる。
ヒトのL-セレクチン遺伝子（SELL）は1番染色体の長腕（1q24.2）に、セレクチンファミリーの他の遺伝子と並んで（L-、P-、E-セレクチンの順）位置している。ヒトのSELL遺伝子は10個のエクソンから構成され、転写因子FOXO1の制御下に置かれている。マウスのSell遺伝子は9個のエクソンから構成される。
その後のスプライシング過程を経て、mRNAは予測分子量30kのタンパク質へと翻訳される。細胞種特異的なグリコシル化を受け、最終的な分子量はリンパ球では65k、好中球では100kとなる。L-セレクチンのグリコシル化のパターンによって個々の細胞の特異的機能が指示されている可能性が高いが、詳細な研究はなされていない。
ナイーブT細胞はL-セレクチンを発現しており、リンパ節への移動に必要となる。エフェクターメモリーT細胞への終末分化によってL-セレクチンはシェディングされ、転写レベルでも不活化される。一方、セントラルメモリーT細胞ではL-セレクチンを発現し続ける。好中球では、L-セレクチンの発現レベルは細胞の老化とともに低下する。単球では、classical monocyteはL-セレクチンを高レベルで発現しているのに対し、intermediate monocyteやnon-classical monocyteでは発現レベルは低い。また、単球のtransendothelial migration（TEM）の際にL-セレクチンのシェディングが生じる。
L-セレクチンの発現は、卵母細胞や初期胚でも観察される。胚盤胞はL-セレクチンを発現しているが、表面への発現は透明帯から出た後に生じる。胚盤胞や細胞性栄養膜が子宮内膜へ接着した際には、L-セレクチンの発現の増加が観察される。L-セレクチンの発現は妊娠17週までに低下し、その後出産まで低レベルもしくは検出できないレベルに維持される。

## 機能

### リンパ球
L-セレクチンは、リンパ球が高内皮細静脈を介して二次リンパ器官へ移行するための「ホーミング受容体」として機能する。内皮細胞上に位置するリガンドはL-セレクチンを発現しているリンパ球に結合し、リンパ球の血中移動速度を低下させることで、その地点での二次リンパ器官への移行を促進する。L-セレクチンはT細胞の表面に広く存在する。まだ特異的抗原に遭遇していないナイーブT細胞は、抗原へ遭遇するために二次リンパ器官へ移行する必要がある。抗原と遭遇したセントラルメモリーT細胞は、二次リンパ器官内へ局在するためにL-セレクチンを発現し、抗原に再遭遇した際の増殖に備えている。エフェクターメモリーT細胞はL-セレクチンを発現しておらず、末梢を循環して抗原と再遭遇した際に迅速なエフェクター機能を発揮する。骨髄前駆細胞上でのL-セレクチンの高発現は、その細胞がリンパ球系への分化が決定されつつあることの初期の徴候となる。

### 好中球と単球
リンパ球の二次リンパ器官へのホーミングにおける役割と同様、単球や好中球の表面に発現したL-セレクチンは高内皮細静脈の内皮細胞への接着の第一段階（ローリング）の促進に必要不可欠である。活性化された内皮細胞への接着によって免疫細胞は血流から離れて炎症組織へ移動することが可能となり、免疫応答の重要段階となっている。ローリングやTEMの過程で、L-セレクチンの細胞膜からのシェディングが開始される場合があり、抗体によってL-セレクチンをクラスタリングさせた後にはp38MAPKの活性化によって駆動されてシェディングが引き起こされる。L-セレクチンの切断後に残った膜結合断片もまた、間質でのサイトカイン勾配に従った好中球の走化性に重要な役割を果たしていることが示唆されている。L-セレクチンのシェディングは好中球のTEMの厳密な帰結であるわけではなく、急性炎症もしくは慢性炎症への好中球の移動において細胞接着分子の発現やターンオーバーに差異がみられる場合があることが観察されている。
L-セレクチンのシェディングは単球でも生じるが、接着過程の初期段階ではなくTEM時にのみ開始される。L-セレクチンのシェディングはTEM中の単球の先導端から特異的に生じ、この過程が細胞の指向性移動の促進に関与していることが示唆される。

### 胚
ヒトの胚盤胞は子宮への着床に先立って、L-セレクチンを発現する。リンパ球における機能と同様に、L-セレクチンは子宮内膜上皮の浸潤部位への接着を促進する受容体として機能する。胚はヒト絨毛性ゴナドトロピン（hCG）を分泌し、浸潤部位の子宮上皮上に存在する抗接着因子MUC1をダウンレギュレーションする。MUC1が除去されて子宮上皮のオリゴ糖リガンドが露出することで栄養膜細胞上のL-セレクチンは結合可能となり、続いて胚の接着と浸潤が行われる。

## 臨床的意義

### HIV
CD4陽性T細胞上に発現したL-セレクチンは、HIVの接着や侵入を媒介していることが示唆されている。HIVのエンベロープ上に存在する多くの糖タンパク質の1つであるgp120に対し、L-セレクチンは結合する。この結合はT細胞へのローリング接着を可能にし、HIVが標的受容体へ結合する過程を促進している。細胞への感染によってL-セレクチンのシェディングが開始され、L-セレクチンの喪失は新たなウイルスの放出を補助している可能性が高い。

### 妊娠の異常
L-セレクチンのリガンドへの結合は、ヒトの妊娠時の胚の着床に重要な役割を果たしている。上皮におけるL-セレクチンリガンドの発現の欠損は不妊と関係しており、発現の増加は異所性妊娠との関係が示唆されている。

### がん
L-セレクチンの接着作用は、がんのプログレッションに寄与していることが示唆されている。L-セレクチンを介した相互作用は慢性リンパ性白血病細胞がリンパ節へ移動する過程に関与しており、そこでの増殖と生存を可能にしている。さらに、L-セレクチンを介した相互作用は転移にも関与している可能性がある。

## 関連文献
- “Cell-cell contact mechanisms”. Current Opinion in Immunology 4 (1):  33–37. (February 1992). doi:10.1016/0952-7915(92)90120-4. PMID 1375831.
- “CD62L (L-selectin)”. Journal of Biological Regulators and Homeostatic Agents 16 (2):  144–146. (2003). PMID 12144128.
- “The telling tail of L-selectin”. Biochemical Society Transactions 32 (Pt 6):  1118–1121. (December 2004). doi:10.1042/BST0321118. PMID 15506984.
- “An endothelial ligand for L-selectin is a novel mucin-like molecule”. Cell 69 (6):  927–938. (June 1992). doi:10.1016/0092-8674(92)90612-G. PMID 1376638.
- “Structure of the gene encoding the human leukocyte adhesion molecule-1 (TQ1, Leu-8) of lymphocytes and neutrophils”. The Journal of Biological Chemistry 265 (14):  7760–7767. (May 1990). doi:10.1016/S0021-9258(19)38994-X. PMID 1692315.
- “Selectins: a family of adhesion receptors”. Cell 67 (2):  233. (October 1991). doi:10.1016/0092-8674(91)90174-W. hdl:2027.42/29086. PMID 1717161.
- “Isolation and chromosomal localization of cDNAs encoding a novel human lymphocyte cell surface molecule, LAM-1. Homology with the mouse lymphocyte homing receptor and other human adhesion proteins”. The Journal of Experimental Medicine 170 (1):  123–133. (July 1989). doi:10.1084/jem.170.1.123. PMC 2189363. PMID 2473156.
- “Leu-8/TQ1 is the human equivalent of the Mel-14 lymph node homing receptor”. Nature 342 (6245):  78–82. (November 1989). Bibcode: 1989Natur.342...78C. doi:10.1038/342078a0. PMID 2509939.
- “Characterization of a human homologue of the murine peripheral lymph node homing receptor”. The Journal of Cell Biology 109 (1):  421–427. (July 1989). doi:10.1083/jcb.109.1.421. PMC 2115458. PMID 2663882.
- “Human homologue of mouse lymph node homing receptor: evolutionary conservation at tandem cell interaction domains”. Proceedings of the National Academy of Sciences of the United States of America 86 (14):  5562–5566. (July 1989). Bibcode: 1989PNAS...86.5562S. doi:10.1073/pnas.86.14.5562. PMC 336895. PMID 2664786.
- “A template for generation and comparison of three-dimensional selectin models”. Biochemical and Biophysical Research Communications 216 (3):  1018–1023. (November 1995). doi:10.1006/bbrc.1995.2722. PMID 7488174.
- “Modulation of CD4 lateral interaction with lymphocyte surface molecules induced by HIV-1 gp120”. European Journal of Immunology 25 (5):  1306–1311. (May 1995). doi:10.1002/eji.1830250526. PMID 7539755.
- “Oligo-capping: a simple method to replace the cap structure of eukaryotic mRNAs with oligoribonucleotides”. Gene 138 (1–2):  171–174. (January 1994). doi:10.1016/0378-1119(94)90802-8. PMID 8125298.
- “L-selectin activates the Ras pathway via the tyrosine kinase p56lck”. Proceedings of the National Academy of Sciences of the United States of America 93 (26):  15376–15381. (December 1996). Bibcode: 1996PNAS...9315376B. doi:10.1073/pnas.93.26.15376. PMC 26412. PMID 8986819.
- “L-selectin from human, but not from mouse neutrophils binds directly to E-selectin”. The Journal of Cell Biology 136 (3):  707–716. (February 1997). doi:10.1083/jcb.136.3.707. PMC 2134294. PMID 9024699.
- “Construction and characterization of a full length-enriched and a 5'-end-enriched cDNA library”. Gene 200 (1–2):  149–156. (October 1997). doi:10.1016/S0378-1119(97)00411-3. PMID 9373149.
- “Human low-molecular-weight salivary mucin expresses the sialyl lewisx determinant and has L-selectin ligand activity”. Biochemistry 37 (14):  4916–4927. (April 1998). doi:10.1021/bi972612a. PMID 9538010.
- “Identification of podocalyxin-like protein as a high endothelial venule ligand for L-selectin: parallels to CD34”. The Journal of Experimental Medicine 187 (12):  1965–1975. (June 1998). doi:10.1084/jem.187.12.1965. PMC 2212365. PMID 9625756.
- “Identification of human complement Factor H as a ligand for L-selectin”. The Biochemical Journal 341 (1):  61–69. (July 1999). doi:10.1042/0264-6021:3410061. PMC 1220330. PMID 10377245.
- “Characterization of antigen-specific CD4+ effector T cells in vivo: immunization results in a transient population of MEL-14-, CD45RB- helper cells that secretes interleukin 2 (IL-2), IL-3, IL-4, and interferon gamma”. The Journal of Experimental Medicine 174 (3):  547–559. (September 1991). doi:10.1084/jem.174.3.547. PMC 2118927. PMID 1678774.